# Anumara forbesi
Anumara forbesi mais conhecido pelo seu nome popular anumará é endêmica do Brasil, com registros para o Centro de Endemismo Pernambuco, para Minas Gerais e Espírito Santo. Também conhecido como sargento-de-forbes

## Taxonomia
Seu status taxonômico foi por muito tempo incerto, às vezes sendo considerado um híbrido entre Gnorimopsar chopi e Chrysomus ruficapillus.